# L'Orée-d'Écouves
L'Orée-d'Écouves is een fusiegemeente (commune nouvelle) in het Franse departement Orne (regio Normandië). De plaats maakt deel uit van het arrondissement Alençon. L'Orée-d'Écouves is op 1 januari 2019 ontstaan door de fusie van de gemeenten Fontenai-les-Louvets, Livaie, Longuenoë en Saint-Didier-sous-Écouves. De gemeente telde 730 inwoners op 1 januari 2022.

## Geografie
De oppervlakte van L'Orée-d'Écouves bedroeg op 1 januari 2022 44,45 vierkante kilometer; de bevolkingsdichtheid was toen 16,4 inwoners per km².

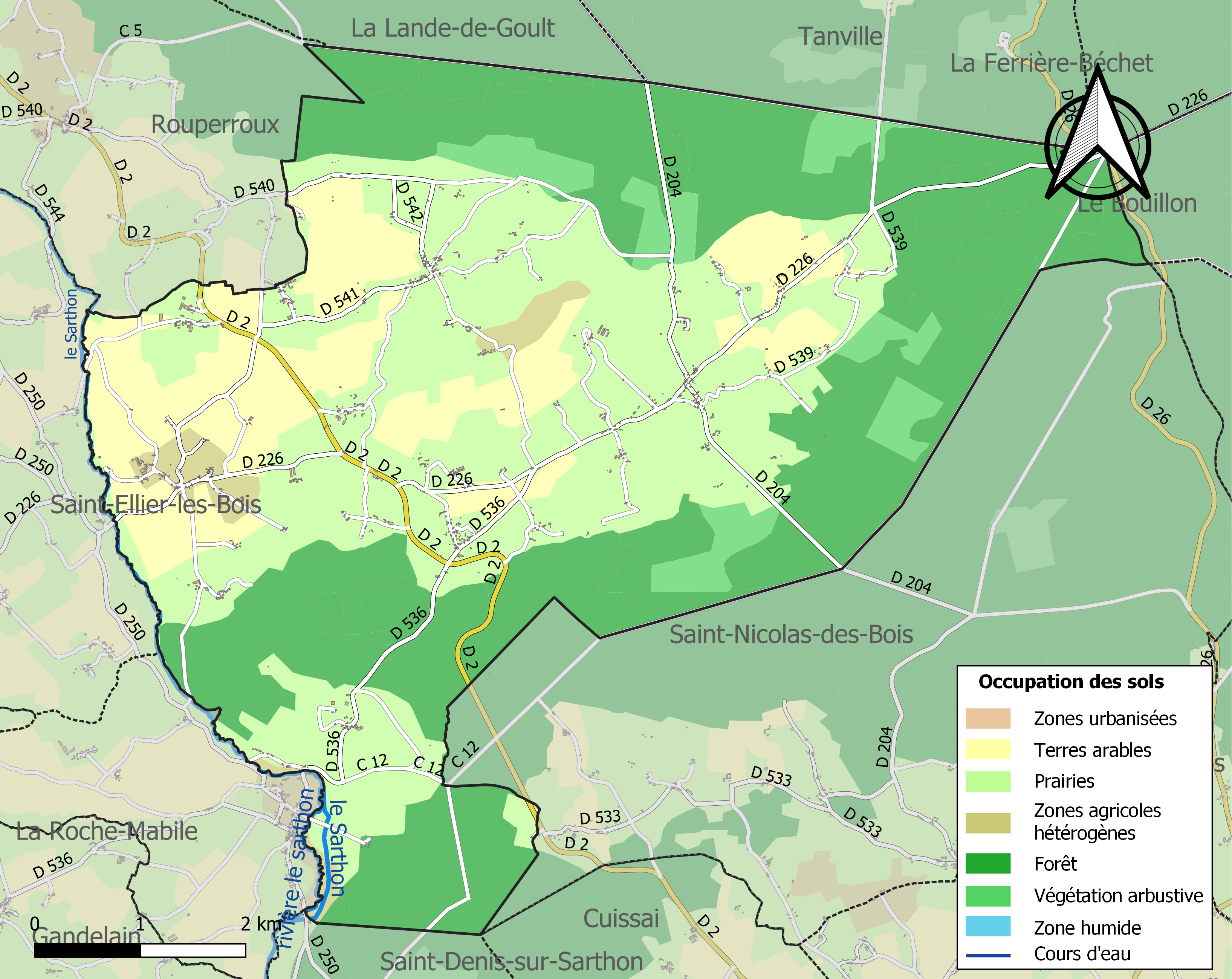
Kaart van de gemeente met belangrijkste infrastructuur, bodemgebruik en omliggende gemeenten